# 嶺南道 (中華民国)
嶺南道（れいなん-どう）は中華民国北京政府により設置された広東省の道。

## 沿革
1913年（民国2年）、清代の南韶連道に設置。観察使は曲江県に置かれ、下部に曲江、南雄、始興、楽昌、仁化、乳源、英徳、翁源、連県、陽山、連山の9県を管轄した。1914年（民国3年）5月に観察使が道尹と改められた。1920年（民国9年）11月末に廃止されている。

## 行政区画
廃止直前下部の9県を管轄した。（50音順）
- 英徳県
- 翁源県
- 曲江県
- 始興県
- 仁化県
- 南雄県
- 乳源県
- 陽山県
- 楽昌県
- 連県
- 連山県